# Georges Fleury
Georges Fleury (Orleães, 18 de fevereiro de 1878 – Créteil, 10 de março de 1968) foi um ciclista profissional da França.

## Participações no Tour de France
- Tour de France 1908 : 7º colocado na classificação geral